# جورج دویس
جورج دویس (انگلیسی: George Dewis; ۲۲ ژانویهٔ ۱۹۱۳ – ۲۳ اکتبر ۱۹۹۴) بازیکن فوتبال اهل بریتانیا بود.
از باشگاه‌هایی که در آن بازی کرده‌است می‌توان به باشگاه فوتبال لیدز یونایتد، باشگاه فوتبال یئوویل تاون، باشگاه فوتبال شفیلد یونایتد، باشگاه فوتبال نانیتون تاون، باشگاه فوتبال چسترفیلد، باشگاه فوتبال بری تاون، و باشگاه فوتبال لستر سیتی اشاره کرد.